# Ummidia glabra
Ummidia glabra är en spindelart som först beskrevs av Carl Ludwig Doleschall 1871.  Ummidia glabra ingår i släktet Ummidia och familjen Ctenizidae. Inga underarter finns listade i Catalogue of Life.